# Nephthea debilis
Nephthea debilis is een zachte koraalsoort uit de familie Nephtheidae. De koraalsoort komt uit het geslacht Nephthea. Nephthea debilis werd in 1895 voor het eerst wetenschappelijk beschreven door Kükenthal. 